# Oskar Theodor Eriksson
Oskar Theodor Eriksson född 18 februari 1853 i Norrköpings Sankt Olai församling, Norrköping, död där 9 augusti 1899, var en svensk gravör och litograf.
Han var son till Johan Eriksson och Magdalena Gustafsson. Eriksson anställdes i unga år som litograf vid Litografiska aktiebolaget i Norrköping. Han räknades till sin tid som en av Sveriges skickligaste litografer och var verksam vid bolaget fram till sin död.